# Embalse de Alfilorios
El embalse de Alfilorios es un embalse español situado en la zona central del Principado de Asturias, sobre el cauce del río Barrea. Su construcción comenzó a finales de los años 1960 y se terminó en 1983. Fue inaugurado en el año 1990 y tiene una capacidad de 9,14 hm³.
Se construyó con la finalidad de abastecer de agua potable a las poblaciones de la zona central de Asturias, especialmente a la ciudad de Oviedo.
Su presa es de tipo gravedad y tiene 67 metros de altura. Se sitúa en el concejo de Ribera de Arriba, si bien, la casi totalidad de la superficie del embalse, de 52 ha, se encuentra en el concejo de Morcín.
En la parte norte del embalse se construyó un área recreativa para la práctica de la pesca y del piragüismo.